# 最後の無法者
『最後の無法者』（さいごのむほうもの、The Last Outlaw）は、1919年のアメリカ合衆国の短編西部劇映画。監督はジョン・フォード。英国フィルム研究所と近代芸術美術館に1リールだけ残っている。